# Zygophlebia cornuta
Zygophlebia cornuta là một loài dương xỉ trong họ Polypodiaceae. Loài này được Lellinger L.E. Bishop mô tả khoa học đầu tiên năm 1989.